# ريفولوشن ستوديوز
ريفولوشن ستوديوز ديستريبيوشن كومباني، إل إل سي التي تعمل بإسم ريفولوشن ستوديوز (بالإنجليزية: Revolution Studios)‏ هي استوديو أمريكي مستقل للصور المتحركة والتلفزيون يرأسها الرئيس التنفيذي سكوت هيمنج، تأسست عام 2000، ومقرها في لوس أنجلوس، كاليفورنيا.